# Atletisme: publicació mensual del Club Acció Atlètica
Atletisme : publicació mensual del Club Acció Atlètica fou una revista de caràcter esportiu publicada entre el 1933 i el 1935. Vinculada al Club Acció Atlètica tenia com a objectiu principal millorar a difondre l'ideal esportiu del Club i promoure l'atletisme català.

## Història
Atletisme : publicació mensual del Club Acció Atlètica fou una revista de publicació mensual, que tot i la seva irregularitat va estar activa entre el febrer de 1933 i el desembre de 1935.

### Naixement
El febrer de 1933 neix Atletisme : publicació mensual del Club Acció Atlètica, una revista de caràcter esportiu especialitzada en l'atletisme.
És fundada i redactada pels membres del Club Acció Atlètica, format anteriorment el novembre de 1932, i es tracta d'una publicació mensual que tenia com a principal objectiu millorar a difondre l'ideal esportiu del Club, com el promoure la pràctica de l'atletisme i l'afició a l'esport.
“I com que als pocs dies d'haver-se constituït «Acció Atlètica» era cursada als Clubs de Catalunya una lletra circular en quina entre altres coses els anunciàvem que dintre de poc editaríem una publicació que serviria per a millor ajudar a difondre el nostre ideal esportiu, avui ens complaem en oferir a la llum pública ATLETISME, en la confiança de què, si no tan encertada com fora el nostre desig, serà quan menys el suficient simpàtica i ben orientada per a què sigui ben acollida entre els aficionats a l'atletisme.”
Inicialment de quatre pàgines a ratlla seguida i un format de 220 x 158 mil·límetres, la revista va comptar amb 23 exemplars publicats entre el febrer de 1933 i el desembre de 1935. Va ser impresa per la casa “Maperm” amb redacció a Barcelona.

### Suspensió de la revista
Entre 1933 i 1935, la periodicitat d'Atletisme es va trobar suspesa dos cops degut als problemes econòmics que tenia Club Acció Atlètica.

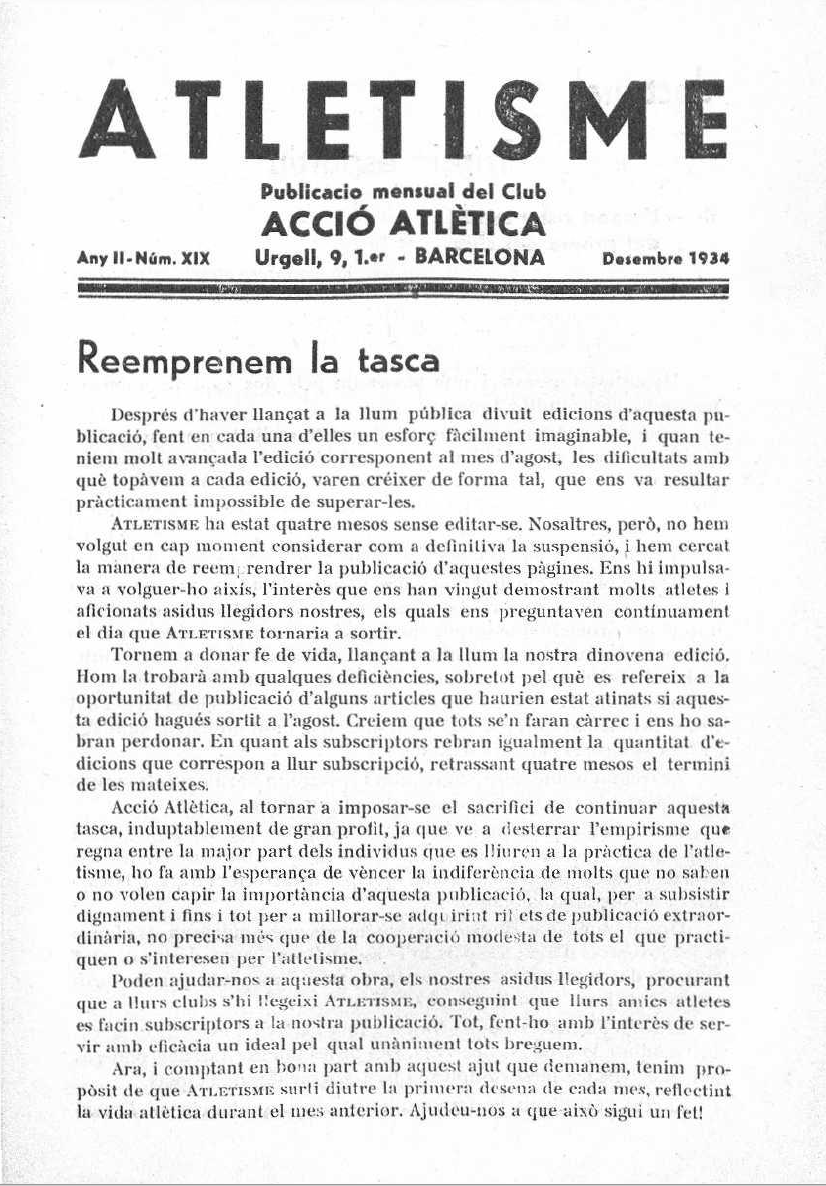
Mots de justificació de la revista a la primera suspensió

La primera suspensió va tenir lloc després de la divuitena edició el juliol del 1934, quan la revista va aturar les seves publicacions mensuals fins al desembre del mateix any, on informa als seus lectors que a causa que les dificultats en que es trobava el Club a cada edició van créixer i no van poder superar-les, la revista va haver de suspendre les seves edicions durant quatre mesos.
Després del seu exemplar de desembre de 1934, Atletisme va seguir publicant edicions seguint la periodicitat mensual fins al març del 1935, que degut a l'augment dels problemes econòmics, la revista va haver de suspendre per segon cop la seva impressió fins al desembre de 1935.
Malgrat reprendre les seves publicacions, l'exemplar número vint i tres del desembre de 1935 va ser la última edició de la revista esportiva Atletisme : publicació mensual del Club Acció Atlètica.

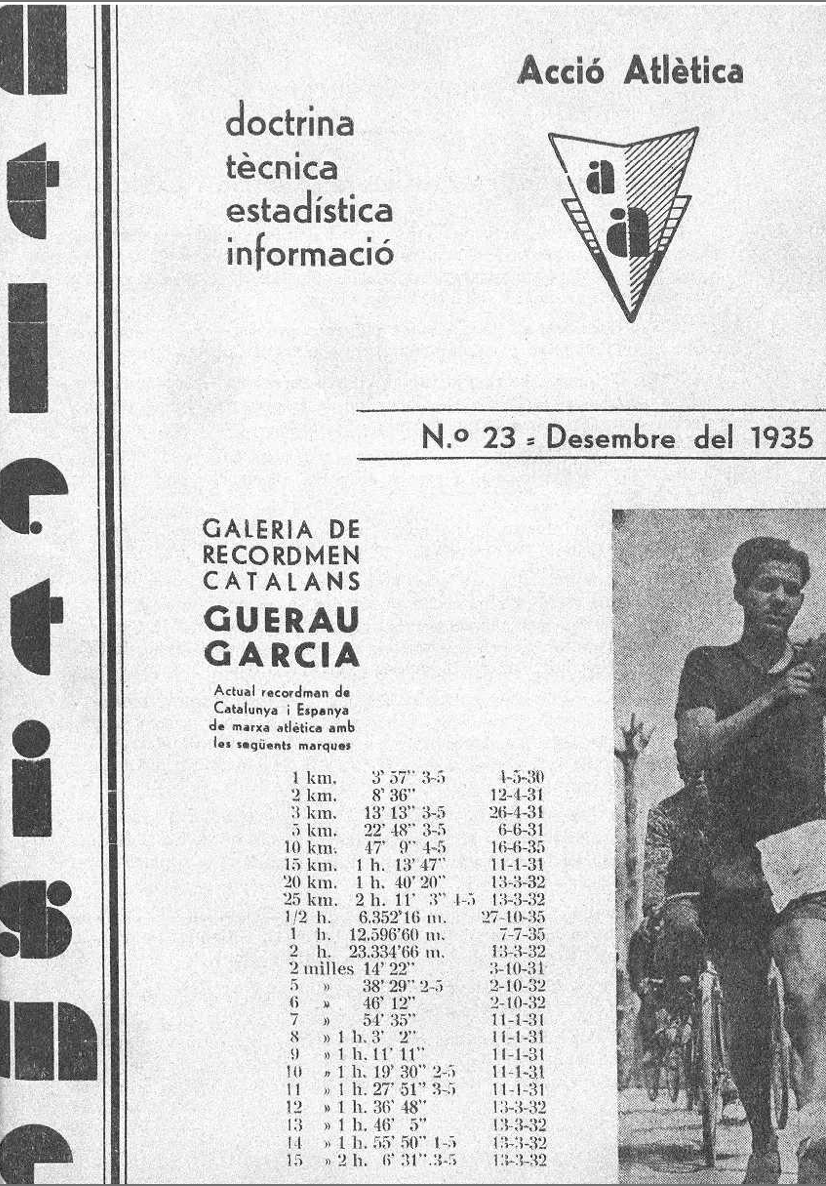
Portada de l'últim exemplar llençat el desembre del 1935

### Desenllaç
El desembre de 1935, Club Acció Atlètica va publicar el seu exemplar número vint-i-tres després de vuit mesos de suspensió de la revista per problemes i dificultats econòmiques que tenia.
Tot i l'esforç dels redactors de club Acció Atlètica de seguir endavant amb la publicació mensual del butlletí, l'exemplar del desembre de 1935 fou l'ultima publicació d'Atletisme.

## Contingut i temàtiques
El contingut de la publicació mensual del Club Acció Atlètica es va regir principalment per l'atletisme. Era una revista dedicada plenament a aquest esport, on parlava d'especialitats de l'atletisme, tornejos, resultat, o produïa articles amb una critica sobre algun Club o alguna reglamentació de l'esport.

## Seccions principals de la publicació
El butlletí no tenia un esquema estructurat, ni seguia una pauta establerta. Amb les diverses publicacions el format i les seccions de la publicació van anar variant amb les diferents edicions.

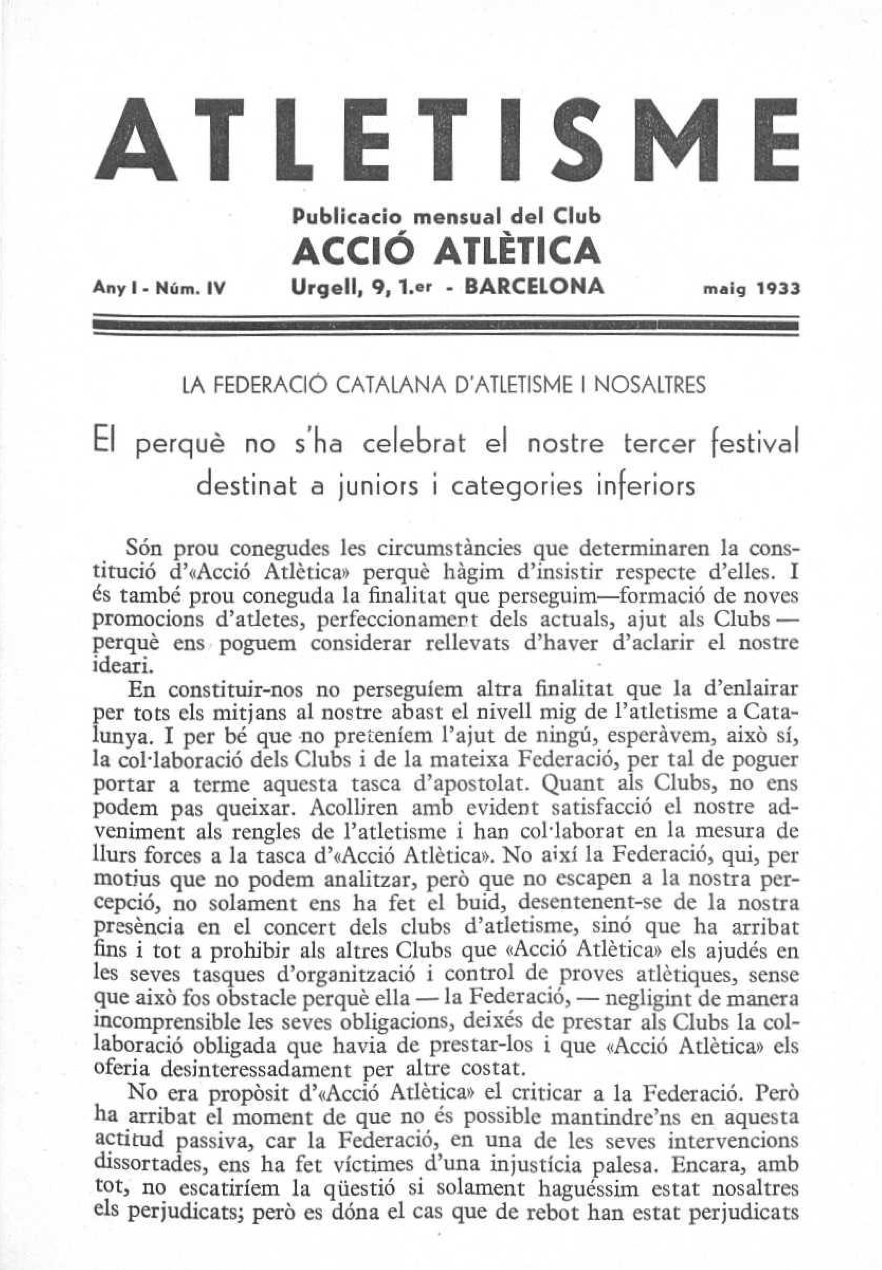
Exemple estètica de la portada exemplar Maig del 1933

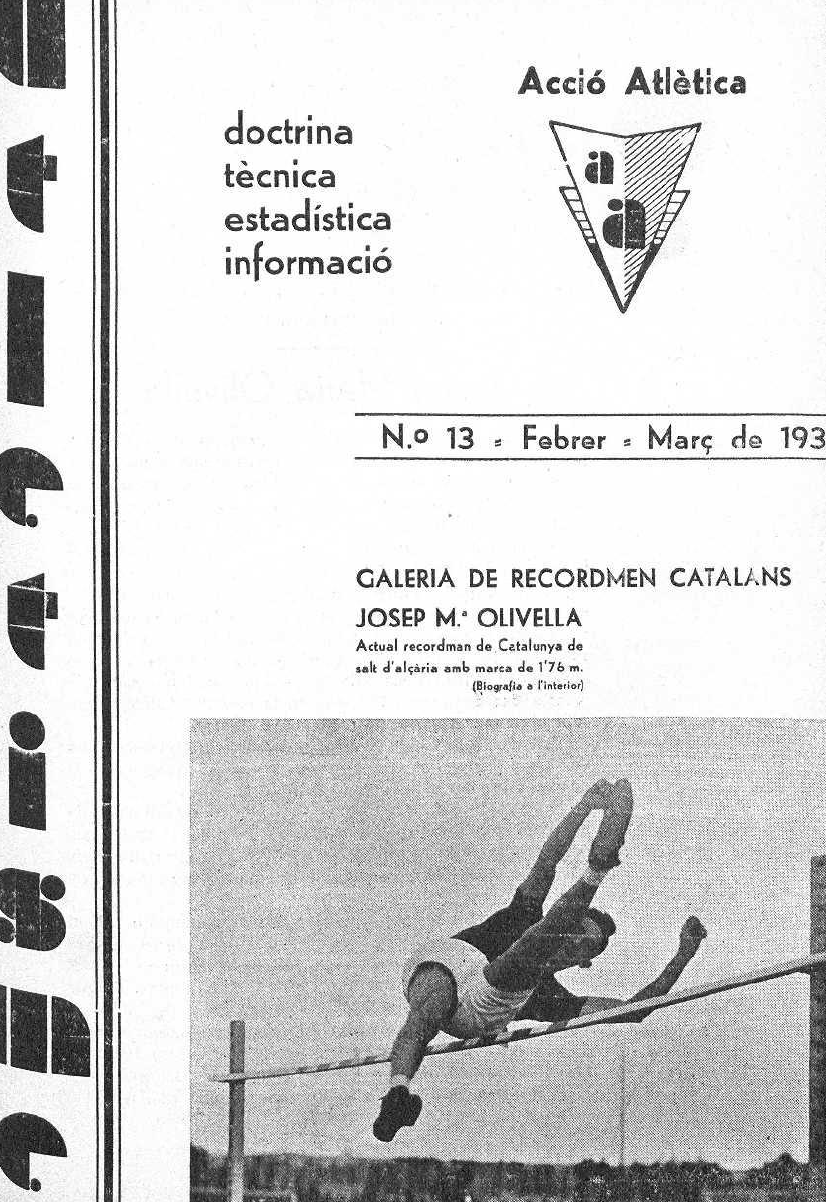
Exemple estètica de portada exemplar Març 1934

Des de febrer de 1933, la primera edició d'Atletisme fins al desembre del mateix any, la revista no segui una estructura especifica ni unes seccions pautades. Però a partir del 1934, aquesta va anar adoptant una plantilla més específica.
Les seccions principals de la revista tal com indicava a la seva portada eren doctrina, tècnica, estadística i informació.
La publicació iniciava amb una portada on normalment apareixia una fotografia d'un atleta conegut i la seva corresponent biografia. Seguidament a l'inici del butlletí trobaves un article d'actualitat, on informaven de les notícies més recents en atletisme o de la mateixa revista. Seguit de la doctrina.
Les següents seccions molt sovint es tractaven de l'anàlisi tècnic de les especialitats de l'atletisme, les organitzacions d'Acció Atlètica o les influències que tenia l'esport. Finalment, la majoria dels exemplars concloïen amb una secció dedicada als resultats.

## Directors i col·laboradors
Atletisme: publicació mensual del Club Acció Atlètica va ser un butlletí redactat per socis del Club Acció Atlètica, però tots els articles anaven sense signatura, així que va esdevenir una revista anònima de la que no es coneix cap director o redactor.
De les úniques persones de les que es té presència de la seva implicació amb la revista són Antoni Agulló i Carles Valdés Valdés, que el 1932 van ser uns dels fundadors d'Acció Atlètica i Gumersind Brunet Castells, un dirigent esportiu i expresident de la Federació Catalana d'Atletisme, que durant el 1934 i 1935 va estar a càrrec de la presidència del Club Acció Atlètica, entitat que editava Atletisme.
No obstant, en alguns articles d'algunes edicions s'han esmentat diversos consocis de la revista i d'Acció Atlètica, com Esteve Moreno o Ignasi Mañes.